# Operation Desert Storm
Operation Desert Storm eller Operation Ökenstorm var USA:s kodbeteckning för anfallet mot Irak under Kuwaitkriget januari–april 1991. Det brittiska bidraget hade kodnamnet "Operation Granby" och det franska bidraget hade kodnamnet "Opération Daguet". 
Totalt deltog 29 länder med trupp, vapen, stridsflyg och fartyg. USA svarade för den största truppstyrkan, sammanlagt cirka 500 000 man. Militärbefälhavaren för U.S. Central Command, general Norman Schwarzkopf, var de fredsframtvingande styrkornas befälhavare. Sveriges bidrag var ett fältsjukhus och 525 sjukvårdare.

## Operation Desert Shield (Operation Ökensköld)
Förberedelsefasen kallad för Operation Desert Shield pågick från 1990-Aug-02 till 1991-Jan-17. Hangarfartygen fick order om att åka till Persiska viken.

## Operation Desert Storm (Operation Ökenstorm)
Kampfasen kallad för Operation Desert Storm började den 17 januari 1991 med en flygoffensiv mot Irak med F-117 Nighthawk (Stealth-bombplan) för att förstöra Iraks radarnätverk.
Målet med operationen var att förinta de irakiska styrkorna och befria Kuwait från Iraks ockupation. Delar av operationen utfördes i Irak, bland annat skars motorvägen till Kuwait av. Genom att själva operationen gick med framgång så avbröt Vita Huset operationen innan de allierade hade greppet om de irakiska styrkorna så dessa kunde retirera till Irak.